# Busō Renkin
Busō Renkin (jap. 武装 錬金) – anime na podstawie mangi autorstwa Nobuhiro Watsuki, twórcy Rurōni Kenshin. Dystrybutorem na Japonię jest Shūkan Shōnen Jump. Serial liczy 26 odcinków, jest licencjonowany przez Viz Media.

## Historia
Opowieść rozpoczyna się kiedy młody chłopiec, licealista imieniem Kazuki Muto zostaje zabity przez potwora zwanego homunkulusem. Chłopiec zostaje ożywiony dzięki alchemii przez wojowniczkę Tokiko za pomocą tak zwanego Kakugane. Postanawia wykorzystać własną siłę i wspomóc wojowniczkę w jej walce. Wkrótce okazuje się, że wojowników jest więcej, a on jest najsłabszym z nich.

## Alchemia
W świecie Busō-Renkin wyróżniamy dwa rodzaje alchemii. Alchemię zbrojeń oraz Homunkulusy. Alchemia zbrojeń została stworzona do obrony przed tymi potworami, powołanymi do życia za pomocą alchemii i które tylko alchemia może zabić. Kakugane to ostateczny produkt alchemiczny – metal. Podobnie jak humunkulus – żywe stworzenie.

## Busō Renkin
Busō Renkin to forma broni wyzwalanej dzięki predyspozycjom posiadacza za pośrednictwem Kakugane. Jej ostateczna forma czyli rodzaj, kształt i siła rażenia zależą od wewnętrznej siły posiadacza Kakugane.

## Homunkulus
Są trzy rodzaje homunkulusów, czyli stworzeń alchemicznych.
- Pierwszy typ to homunkulus zwierzęcy. Stworzony z części zwierząt i DNA ludzkiego. Forma łatwa do osiągnięcia. Potwór ten jest zmiennokształtny. Nie potrafi kontrolować siebie, jest brutalny i chaotyczny.
- Drugi typ to homunkulus ludzki. Stworzony wyłącznie z DNA ludzkiego. Nie może zmieniać kształtu, jednak żywi się ludźmi podobnie jak forma zwierzęca. Człowiek zmieniony w takiego homunkulusa zachowuje swoje wspomnienia.
- Trzeci typ to alchemiczny wojownik poddany tzw. viktoryzacji za pomocą czarnego kakugane. Osoba poddana viktoryzacji automatycznie wysysa energię życiową z innych istot.